# Chris Owen
Chris Owen (Michigan,25 de setembro de 1980) é um ator americano que ficou conhecido ao interpretar o personagem Chuck Sherman ("The Sherminator") na série American Pie.